# Koumban
Koumban är en ort i Guinea.   Den ligger i prefekturen Kankan Prefecture och regionen Kankan Region, i den centrala delen av landet, 500 km öster om huvudstaden Conakry. Koumban ligger 437 meter över havet och antalet invånare är 21 028.
Terrängen runt Koumban är huvudsakligen platt, men västerut är den kuperad. Terrängen runt Koumban sluttar österut. Runt Koumban är det glesbefolkat, med 17 invånare per kvadratkilometer. Det finns inga andra samhällen i närheten. Omgivningarna runt Koumban är huvudsakligen savann.